# Sokol (polský tělocvičný spolek)

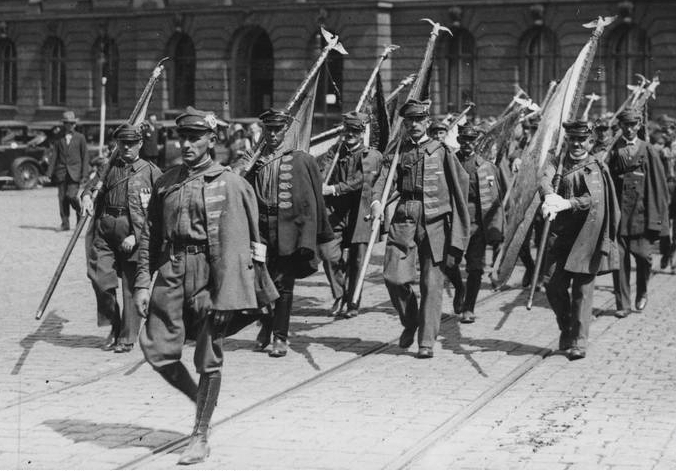
Pochod členů Sokolské společnosti, Poznaň, 1932

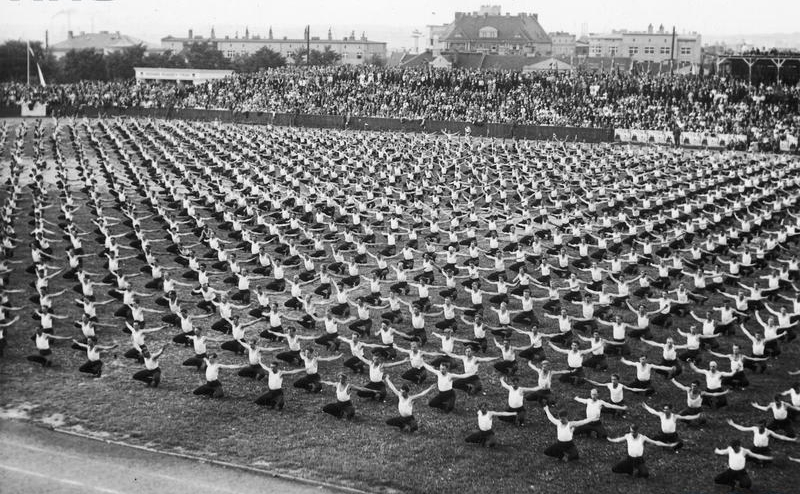
VIII. celopolský slet společnosti v Katovicích, 1937

Sokół neboli Polský tělocvičný spolek „Sokol“ (polsky Polskie Towarzystwo Gimnastyczne „Sokół“ ) je tělocvičná (gymnastická) organizace v Polsku založená roku 1867.
Polský Sokol měl strukturu polovojenské organizace a plnil historickou roli průkopníka tělesné výchovy a sportu na území tehdejšího Polska. Členové společnosti významně přispěli k popularizaci gymnastiky ve společnosti, při organizaci sportovních klubů, rozvoji skautského hnutí a vlastenectví.
Sokolové se aktivně angažovali rovněž v politických záležitostech a podporovali vlastenecké hnutí během boje za nezávislost a mezi dvěma světovými válkami.
V době socialistické Polské lidové republiky byla činnost spolku zakázána a obnovena byla až po pádu režimu v roce 1989.

## Dějiny
První sokolská organizace byla založena 7. února 1867 ve Lvově podle vzoru českého Sokola, založeného Miroslavem Tyršem v roce 1862.
Mezi prvními členy polského spolku byl například spisovatel Jan Dobrzański či Wladyslaw Janikowski.
Další pobočky byly založeny v roce 1884 v Tarnově a Stanislavově, v dalším roce přibyly pobočky v Přemyšli, Krakově, Kolomyji a Ternopoli.
V roce 1892 byly všechny pobočky sloučeny do jediné organizace zvané „Svaz polského sokolství“ s centrem ve Lvově.